# Cartas de relación de la conquista de Chile
Die Cartas de relación de la conquista de Chile („Briefberichte über die Eroberung Chiles“) bzw. kurz Cartas („Briefe“) sind ein Bericht über die frühen Jahre der Eroberung Chiles aus der Feder und Handschrift von Pedro de Valdivia (ca. 1500–1553), der Chile und seine Bevölkerung für Kaiser Karl V. (Karl I. von Spanien) und andere spanische Behörden beschrieb.
Nachdem Pedro de Valdivia 1539 von Francisco Pizarro den Titel eines teniente gobernador (Vizegouverneur) von Chile erhalten hatte, begann Valdivia mit den Vorbereitungen für die Expedition, die Mitte Januar 1540 von Cuzco aus startete.

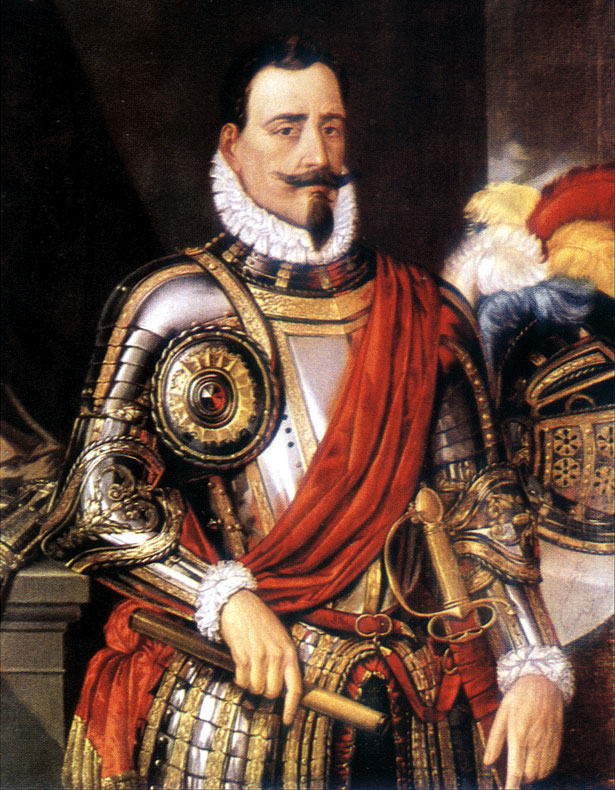
Pedro de Valdivia

## Inhalt
Die Briefe, die der Eroberer Pedro de Valdivia während seiner Expedition und Eroberung des Königreichs Chile verfasste, gelten als eine der ersten literarischen Zeugnisse des Landes. Es handelt sich dabei um zwölf Briefe des Eroberers an Kaiser Karl V., Prinz Philipp II., Gonzalo Pizarro, Hernando Pizarro, den Consejo de Indias und seine Bevollmächtigten bei Hofe, die zu verschiedenen Zeiten und nach vielen Jahren von Claudio Gay, Diego Barros Arana und José Toribio Medina gefunden wurden.

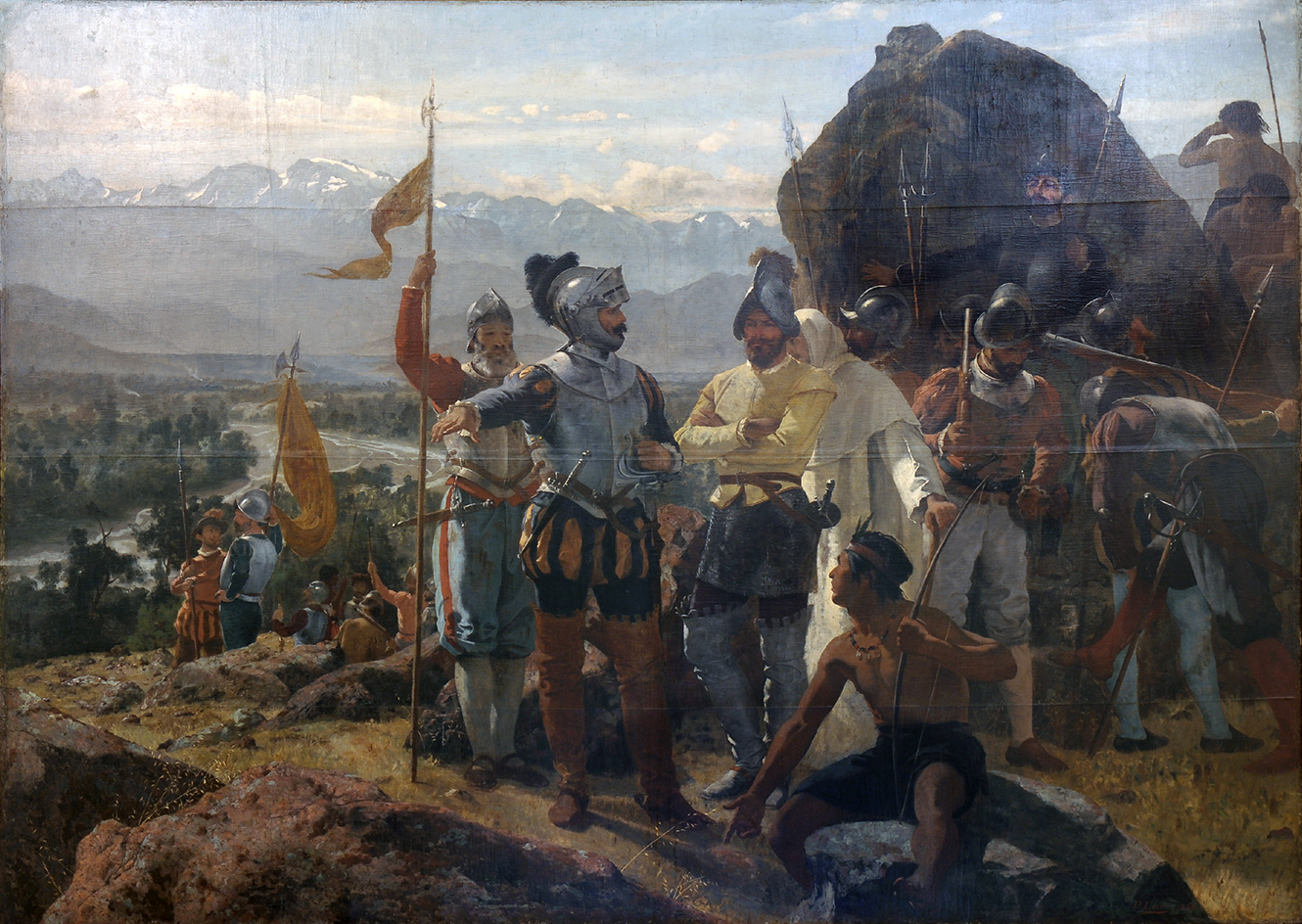
Pedro Liras Gemälde aus dem Jahr 1889, das die Gründung Santiago de Chiles im Jahr 1541 durch Pedro de Valdivia auf dem Berg Huelén (Cerro Santa Lucía) zeigt

Unter ihnen ist der an Karl V. gerichtete Brief der berühmteste. Er wurde 1545 in La Serena verfasst und in einem steinernen Denkmal am Fuße des Hügels Santa Lucía verewigt, um den herum er Santiago de Chile gründete, und in dem er enthusiastisch ein selbstgefälliges Bild von Chile zeichnet.

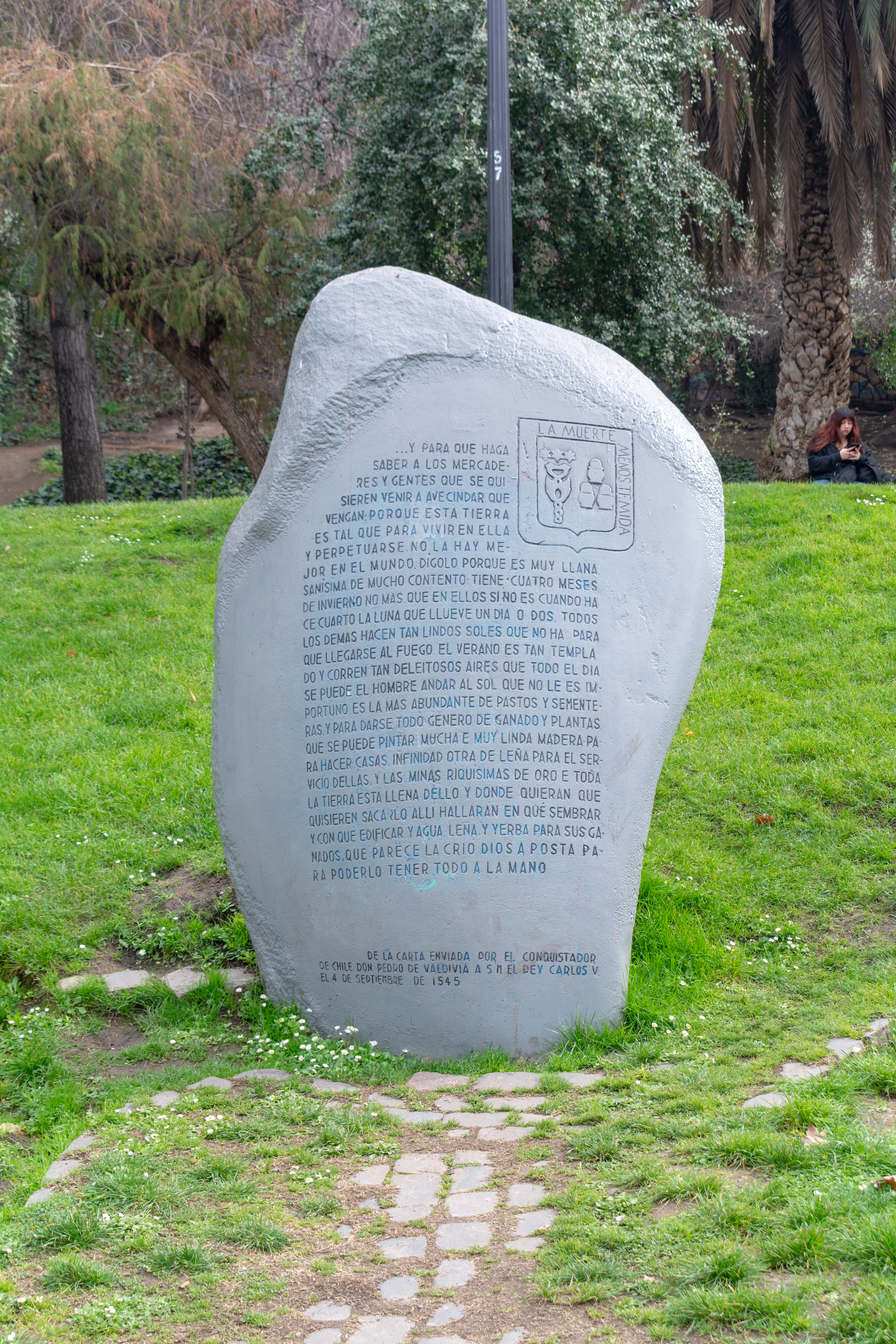
Brief Valdivias an Karl V.

„y para que haga saber a los mercaderes y gentes que se quisieren venir a avecindar, que vengan, porque esta tierra es tal, que para poder vivir en ella y perpetuarse no la hay mejor en el mundo; dígolo [lo digo] porque es muy llana, sanísima, de mucho contento; tiene cuatro meses de invierno, no más, que en ellos, si no es cuando hace cuarto la luna, que llueve un día o dos, todos los demás hacen tan lindos soles, que no hay para qué llegarse al fuego. El verano es tan templado y corren tan deleitosos aires, que todo el día se puede el hombre andar al sol, que no le es importuno. Es la más abundante de pastos y sementeras, y para darse todo género de ganado y plantas que se puede pintar; mucha y muy linda madera para hacer casas, infinidad otra de leña para el servicio dellas [de ellas], y las minas riquísimas de oro, y toda la tierra está llena dello [de ello], y donde quiera que quisieren sacarlo allí hallarán en que sembrar y con que edeficar [edificar] y agua, leña y yerba para sus ganados, que parece la crió Dios a posta [adrede] para poderlo tener todo a la mano“

„Und die Kaufleute und Menschen, die sich hier niederlassen wollen, sollen wissen, dass sie kommen sollen, denn dieses Land ist so, dass es keinen besseren Ort auf der Welt gibt, um darin zu leben und sich zu erhalten. Ich sage das, weil es sehr flach, sehr gesund und sehr glücklich ist. Es hat vier Wintermonate, nicht mehr, während derer, außer wenn der Mond Viertelmond ist, es ein oder zwei Tage regnet, alle anderen sind so schön sonnig, dass es keinen Grund gibt, ans Feuer zu gehen. Der Sommer ist so mild und die Luft so herrlich, dass ein Mann den ganzen Tag in der Sonne spazieren gehen kann, ohne dass es ihn stört. Es gibt reichlich Weiden und Saatfelder und alle Arten von Vieh und Pflanzen, die man malen kann. Es gibt viel schönes Holz, um Häuser zu bauen, viel Brennholz für ihren Gebrauch, und die Minen sind sehr reich an Gold, und das ganze Land ist voll davon, und wo immer sie es abbauen wollen, finden sie dort etwas zum Säen und Bauen, und Wasser, Brennholz und Gras für das Vieh, das Gott anscheinend absichtlich so geschaffen hat, dass sie alles zur Hand haben können.“